# Jan Kjærstad

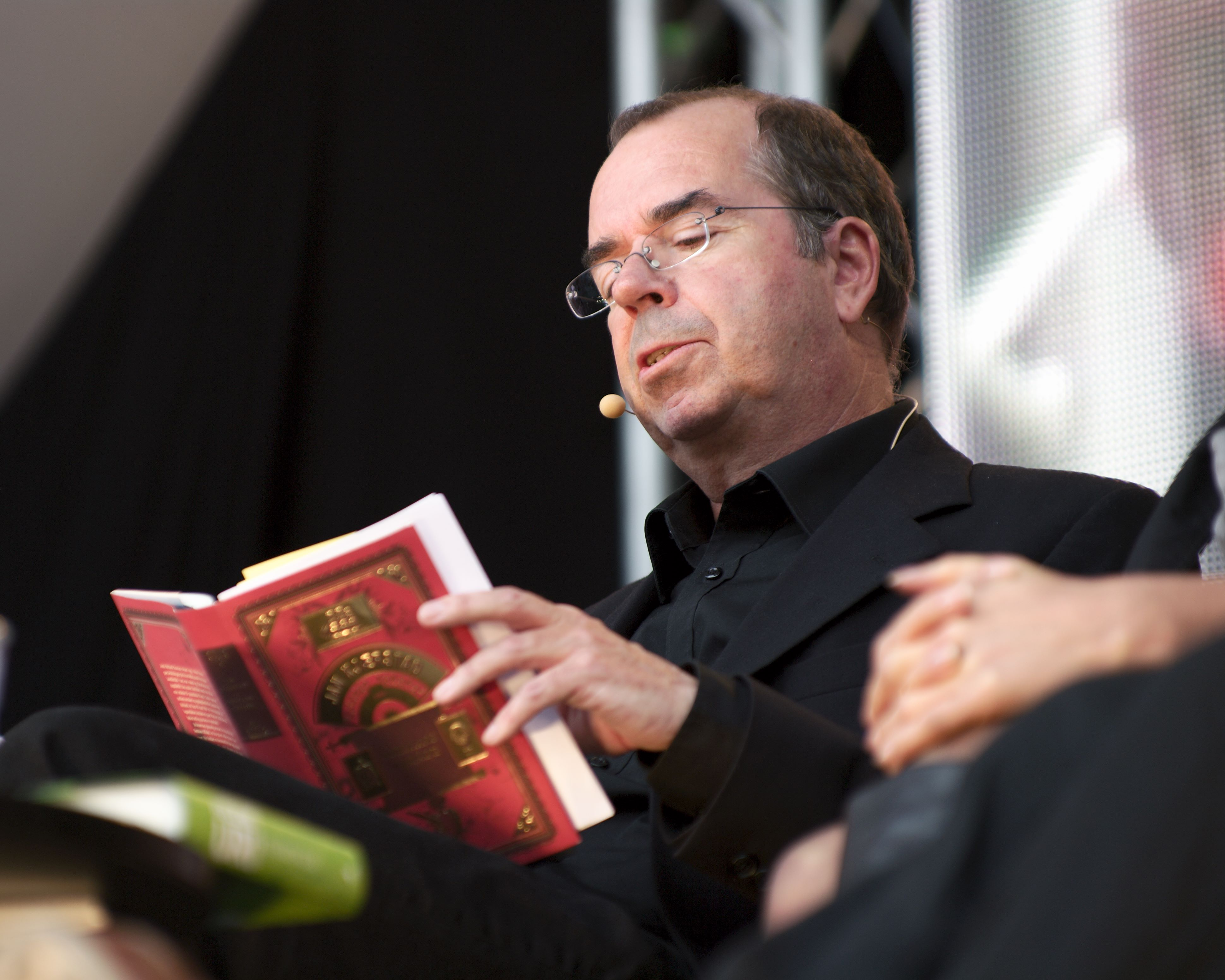

Jan Kjærstad (Oslo, 6 de marzo de 1953) es un escritor noruego. Se graduó en teología en la Escuela noruega de teología y la Universidad de Oslo. En 2001 recibió el Premio de Literatura del Consejo Nórdico por su novela Oppdageren. Sus libros han sido traducidos a diversos idiomas incluyendo sueco, inglés y alemán.

## Premios
- 1984 - Premios literario de la crítica noruega por Homo Falsus
- 1993 - Aschehougprisen
- 1998 - Premio Henrik Steffens de la universidad de Hamburgo
- 2000 - Doblougprisen
- 2001 - Premio de Literatura del Consejo Nórdico por Oppdageren